# マツダ・RX-01
マツダ・RX-01は、マツダが製作したコンセプトカーである。

## 概要
スポーツカー市場の冷え込みに対するテコ入れとして製作された。原点に立ち返り、初代RX-7のようにコンパクトかつシンプルで安価に手に入るスポーツカーを目指したものとしている。フロントバンパーにスポイラーを備えた過激なフロントエンドデザインが外観上の特徴。
エンジンは従来のロータリーエンジンに新技術を盛り込んで搭載。13B型をベースに、吸排気ポートをサイドハウジングに配置することで開口タイミングを最適化し、自然吸気ながら最高出力220ps/8500rpm、最大トルク22.0kgm/6000rpm（ともに目標値）を発生させる。
次世代のマツダを担うロータリースポーツとして有力視されていたが、折からのスポーツカー人気の低下と当時のマツダの経営悪化に伴い量産されることはなかった。しかし、本車に搭載されたエンジンは13B-MSP型 “RENESIS” へと発展し、後に登場するRX-8へ搭載された。